# لوون چانپولادیان
لوون میکائیلی جانپولادیان (ارمنی: Լևոն Միքայելի Ջանփոլադյան؛  زادهٔ ۱ ژوئیهٔ ۱۹۱۲ - درگذشته ۵ اکتبر ۱۹۹۷) دانشمند و استاد اهل ارمنستان بود.

## زندگی‌نامه
وی در ۱ ژوئیهٔ ۱۹۱۲ در ایروان به دنیا آمد و از دانشگاه دولتی کشاورزی روسیه (۱۹۳۶) فارغ‌التحصیل گشت. وی عضو فرهنگستان ملی علوم ارمنستان بود. همچنین برندهٔ جوایزی همچون دانشمند شایسته ارمنستان شوروی (۱۹۶۷)، نشان پرچم سرخ کار و نشان برجسته افتخار شده است. وی در ۵ اکتبر ۱۹۹۷ در سن ۸۵ سالگی در ایروان درگذشت و در آرامستان مرکزی ایروان (توخماخ) به خاک سپرده شد.

## یادداشت
1. ↑  տեխնիկական գիտությունների դոկտոր